# Pfarrkirche St. Pantaleon (Oberösterreich)

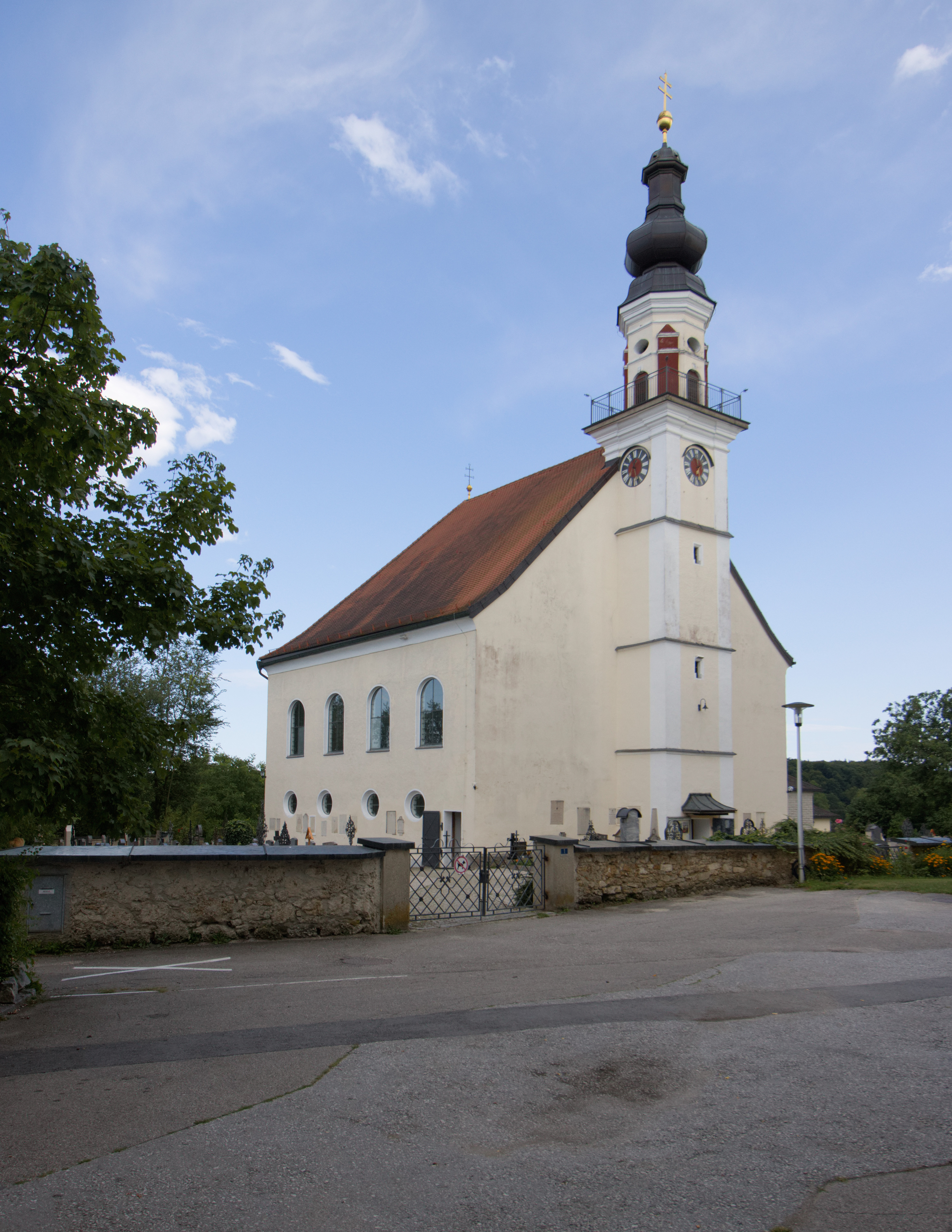
Katholische Pfarrkirche hl. Pantaleon in St. Pantaleon

Die römisch-katholische Pfarrkirche St. Pantaleon steht in der Gemeinde St. Pantaleon im Bezirk Braunau am Inn in Oberösterreich. Sie ist dem heiligen Pantaleon geweiht und gehört zum Dekanat Ostermiething in der Diözese Linz. Das Bauwerk und der Friedhof stehen unter Denkmalschutz (Listeneintrag).

## Geschichte
Die Kirche wird 1150 das erste Mal urkundlich erwähnt. Das im Kern gotische Langhaus wurde erst 1641 gewölbt. 1644 bis 1646 wurden die Kapelle, die Vorhalle und die Sakristei an den beiden Langseiten der Kirche angebaut. Die südliche Empore wurde 1676, die nördliche 1688 erbaut.

## Architektur
Kirchenäußeres
Der Westturm ist im Kern gotisch. Er wurde 1674 erhöht und mit einem Zwiebelhelm und einer Laterne. Vier Türen, vor allem die Schlösser, weisen reiche Beschläge auf. Sie stammen aus den 1680er Jahren.
Kircheninneres
Das einschiffige Langhaus ist heute dreijochig und tonnengewölbt mit Stichkappen. Der einjochige Chor ist gleich breit wie das Langhaus und endet im 3/8-Schluss. Im Gewölbe finden sich Band- und Gitterwerkstrukturen von Michael Vierthaler aus dem Jahr 1732. Die nördliche Kapelle, die sogenannte Herz Jesu-Kapelle,  und die Sakristei sind stichkappentonnengewölbt. Die südliche Vorhalle ist kreuzgewölbt. Das Portal stammt aus dem Jahr 1683. Es stammt von Wolf Weissenkirchner aus Salzburg. Die vierjochigen Emporen sind tonnengewölbt mit kleinen Stichkappen. Die Gewölbe weisen Stuckleisten und Felder aus der Bauzeit auf.

## Ausstattung

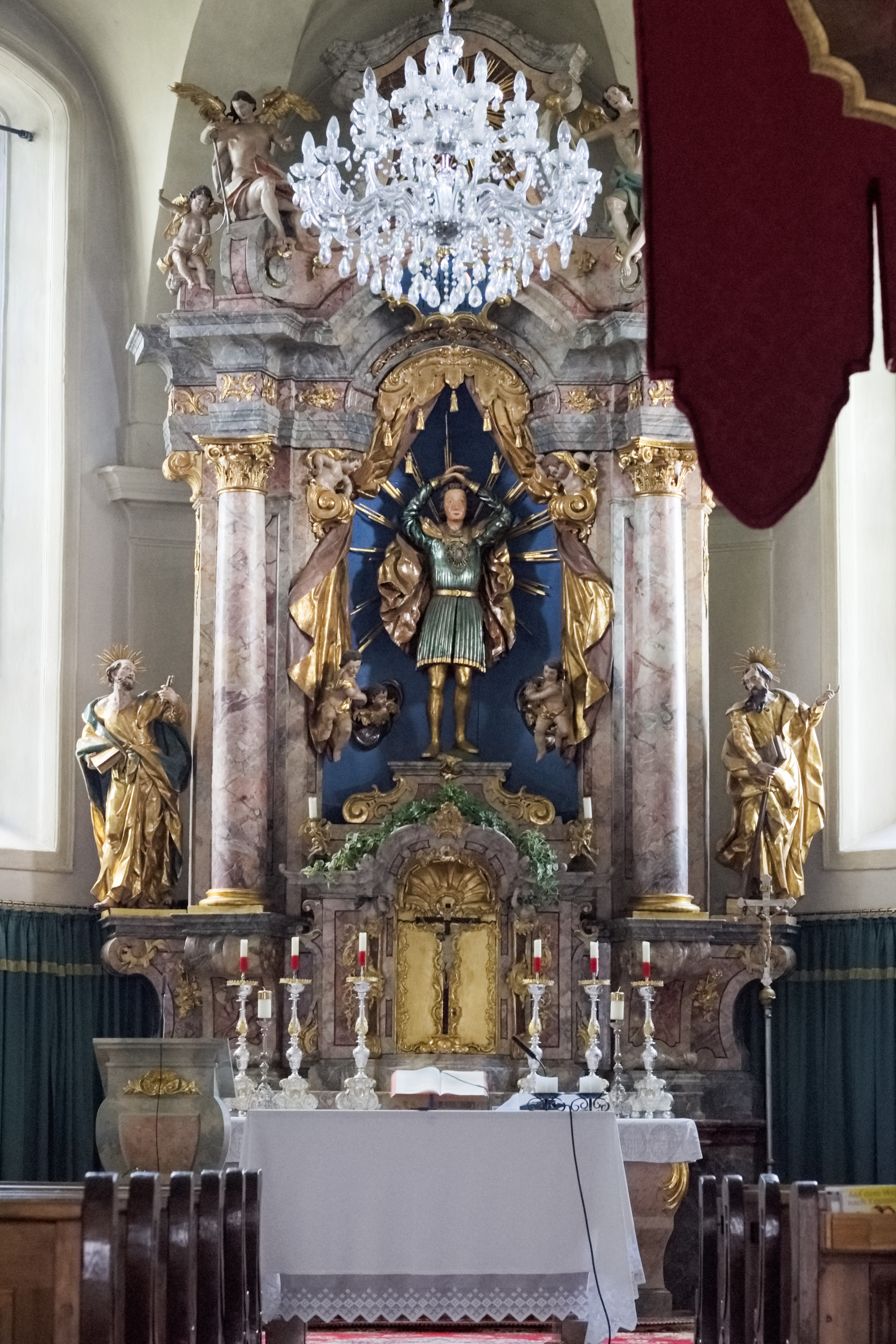
Altar

Der Hochaltar stammt aus dem Jahr 1773. Auf ihm steht eine Statue des heiligen Pantaleon in Formen des 17. Jahrhunderts. Die Seitenaltäre von 1665 sind eine Arbeit von Tischler Sebastian Dusler. Die Gemälde stammen wahrscheinlich von Tobias Schninagl und wurden in späterer Zeit übermalt. Der nördliche Emporenaltar ist ein Marienaltar aus der Zeit um 1690. Das Altarbild wurde 1693 von Friedrich Degar gemalt. Der südliche Altar ist dem heiligen Antonius geweiht und stammt aus dem Jahr 1678. Das Altarblatt malte Tobias Schinagl im Jahr 1675, eventuell auch schon 1672. Beide Altäre wurden vom Tischler Michael Littmann gebaut. Der Altar in der Herz Jesu-Kapelle wurde Ende des 17. Jahrhunderts geschaffen. Das Aufsatzbild zeigt die Auferstehung Christi. Die Kanzel aus dem Jahr 1673 stammt von Michael Littmann. Die Statue „Christus an der Geiselsäule“ ist eine gute Arbeit aus dem Jahr 1742. In der Vorhalle steht eine Büste des heiligen Pantaleon aus dem ersten Viertel des 18. Jahrhunderts. Das Chorgestühl stammt von 1670. In der Sakristei stehen gut geschnitzte Schränke von Michael Littmann von 1673. Ebendort ist eine Silberbüste des heiligen Pantaleon von 1731. Es wurde nach einem Modell des Bildhauers Johann Jakob Schnabl vom Goldschmied Johann Andrä Prunnsteiner geschaffen. Das Schmiedeisengitter in der Turnhalle stammt aus dem Jahr 1698 von J. Schluderpacher.